# Luis Bagaría

Selbstporträt, 1939

Luis Bagaría, auf Katalanisch Lluís Bagaria i Bou, (* 29. August 1882 in Barcelona, Spanien; † 26. Juni 1940 in Havanna, Kuba) war der führende politische Karikaturist der 1910er und 20er Jahre in Spanien.

## Jugend

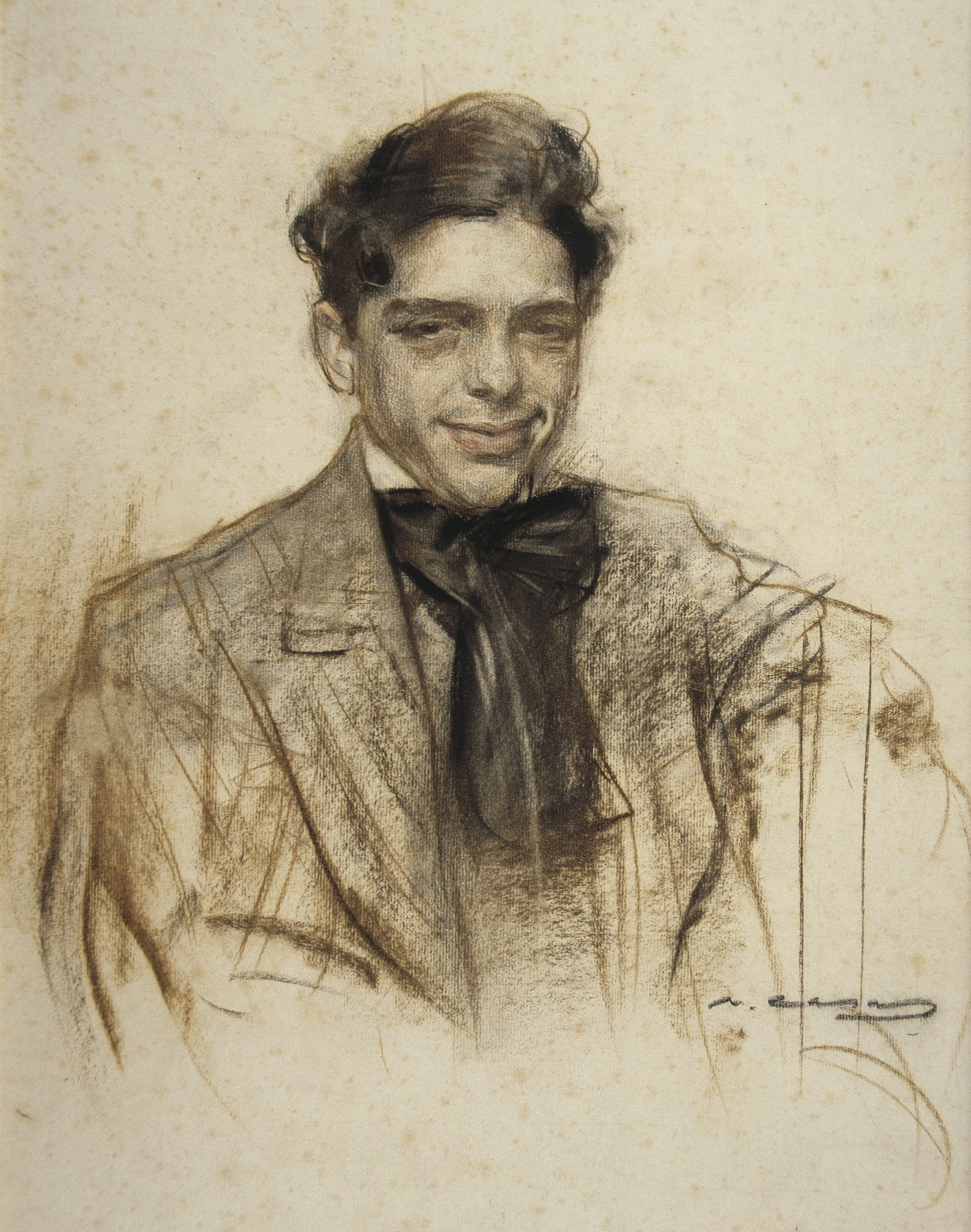
Bagaria vom Ramon Casas (MNAC).

Über die Herkunft Bagarías aus dem Kleinbürgertum Barcelonas ist wenig bekannt. Er war das einzige Kind des Schuhverkäufers Luis Bagaría i Roca und seiner Frau Emilia Bou i Mas. Die Familie muss jedoch einen gewissen Wohlstand genossen haben, denn sie besaß ein kleines Haus. Von Anfang an zeigte Bagaría einen Abscheu vor jeder Form von Gewalt und trat – wie viele Katalanen – für die Republik ein. Politik erschien ihm als schmutziges Geschäft – Prägungen, die aus seiner Jugend stammen müssen.
In den Satirezeitschriften dieser Zeit spielte der Kampf gegen die Zensur und die katholische Kirche bereits eine große Rolle. Die Zeichnungen des führenden katalanischen Karikaturisten Josep Lluís Pellicer nahmen die soziale Frage aufs Korn und interpretierten sie im Sinne eines Klassenkampfs. Mit dem Verlust Kubas 1898 wurde auch der Krieg vielfach in Karikaturen aufgegriffen. Insgesamt war die Kunstform der Karikatur in Barcelona, was die Vielfalt ihrer Themen, Schärfe der politischen Aussage und Qualität der Zeichnungen angeht, der Hauptstadt Madrid weit voraus.
Bagarías Vater starb, als Luis 17 Jahre alt war. Dieser versuchte sich und seine Mutter mit Gelegenheitsjobs zu ernähren, 1900 wanderten beide nach Mexiko aus, wo Luis ebenfalls nur tageweise Arbeit fand. Zum Schluss, als Mutter und Sohn in Veracruz nach einer Rückfahrtmöglichkeit nach Spanien suchten, mussten sie auf Parkbänken und in Toreingängen übernachten. Dieses Erlebnis des sozialen Abstiegs hat Luis Bagaría tief geprägt. Nach der Rückkehr wurde er Teil der Barceloner Bohème, die sich in der Künstlerkneipe Els Quatre Gats traf, und ein enger Freund von Santiago Rusiñol.

## Anfänge als Karikaturist in Barcelona

Portrait-charge von Adrià Gual, 1906, eine der frühen Arbeiten Bagarías

Luis Bagaría hat nie eine formale Ausbildung – etwa an einer Kunstakademie – genossen. Er praktizierte, was auf Spanisch caricatura personal, viel häufiger aber mit dem französischen Fremdwort portrait-charge genannt wurde: grotesk verzerrte Porträts, in denen ein gigantischer Kopf auf einem lächerlich kleinen Körper sitzt. Im Vergleich zu den überladen wirkenden portrait-charges seiner Konkurrenten zeigen die ersten Werke von Bagaría bereits, dass er die Aufteilung des Raums und die Kunst des Weglassens beherrschte. Seine Kunstfertigkeit wurde schnell bekannt, sodass seine Werke 1903 und 1905 in ersten Ausstellungen gezeigt wurden. 1905 begann er auch für die Tageszeitung La Tribuna in Barcelona zu arbeiten. Es folgten weitere Ausstellungen und die Mitarbeit bei verschiedenen Zeitschriften, unter denen ab 1908 De Tots Colors hervorsticht, für die er regelmäßig Persönlichkeiten des Barceloner Kulturlebens porträtierte.
In den von Bagaría frequentierten Künstlerkneipen lagen Satirezeitschriften aus ganz Europa aus. So muss es kein Zufall sein, wenn sein Stil am ehesten mit dem des Briten Aubrey Beardsley, des Illustrators von Wildes Salomé, vergleichbar ist. Im katalanischen Kontext sind Bagarías Karikaturen dem Modernisme, der katalanischen Version des Jugendstils, zuzuordnen. Noch zögerte Bagaría, ob er nicht eine Karriere als Maler einschlagen sollte und malte auch Landschaften auf Mallorca.
1909 unternahm Bagaría als Teil einer Künstlergruppe unter der Leitung von Enric Borrás eine Reise nach Kuba. Länger als vorgesehen blieb er in Havanna und arbeitete für die Zeitung Diario Español. Hier tauchte in Karikaturen, die die angebliche Korruption des Gouverneurs Charles Magoon angriffen, zum ersten Mal ein politisches Thema in seiner Arbeit auf. Nach seiner Rückkehr nach Barcelona veranstaltete er 1910 und 1911 mehrere große Einzelausstellungen seiner Werke. Bagaría war zum festen Bestandteil des katalanischen Kulturlebens geworden; von ihm karikiert zu werden, galt als Ehre. Über die damals üblichen portrait-charges, in denen die Personen wie eingefroren wirken, weist hinaus, dass es Bagaría gelang, die Karikierten durch eine typische Bewegung zu charakterisieren.

## Umzug nach Madrid

Bagaría beherrschte meisterhaft die Kunst, die Perspektive umzudrehen, wie in dieser Karikatur auf den Darwinismus: „Höre, Sohn: Hüte dich, diese Bücher zu lesen. Darwin war niederträchtig. Sagt er nicht, dass der Mensch von uns abstamme?“ (Ursprünglich veröffentlicht in der Madrider Tageszeitung La Tribuna am 29. Juli 1912)

Im Februar 1912 zog Bagaría – der bereits verheiratet war und Kinder hatte – nach Madrid um. In der Hauptstadt gab es keine nennenswerte Satirezeitschrift, die beiden führenden Karikaturisten waren „Apa“ (Feliu Elias) und der Galicier Alfonso R. Castelao. Nach Angaben von Bagaría begegnete er bereits auf dem Weg vom Bahnhof zufällig Pedro Milá i Camps, der ihn einlud, für seine Madrider Zeitung La Tribuna für ein Monatsgehalt von 250 Peseten zu arbeiten. Die im Rotationsdruck hergestellte La Tribuna war eine Neugründung und in ihrer ersten Phase experimentierfreudig. Bagaría illustrierte vor allem die Berichte Tomás Borrás’ aus dem Kulturleben. Als neues Element führte er neben den übergroß gezeichneten Persönlichkeiten, die manchmal sogar den Rahmen der Zeichnung sprengen, eine zweite, winzige Figur ein. Durch den Kontrast wird die Größe der porträtierten Persönlichkeit zusätzlich betont, man kann sie aber auch als Hinweis auf ihre Eitelkeit verstehen. Der neue Stil, den Bagaría nach Madrid brachte, erregte Aufsehen. Schnell wurde er, etwa von Francisco López Rubio, nachgeahmt.

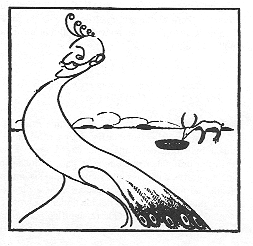
Karikatur des Politikers Antonio Maura, 1913.

Zeitungen dienten damals häufig den politischen Aspirationen ihrer Eigentümer; La Tribuna unterstützte außerdem die Linie von Antonio Maura. Außer im Kulturteil tauchten Bagarías Karikaturen zunehmend im politischen Teil auf. Sein erstes großes Thema waren hier die Balkankriege, wobei sich der absolute Pazifismus Bagarías zeigte. Der Karikaturist lehnte jede Form von Krieg ab, was ihn nicht nur von den rechten Vertretern, sondern später auch von vielen seiner linken Gesinnungsgenossen unterschied. Als Vertreter eines politischen Kampfblatts griff er auch den Regierungschef, den Graf von Romanones, an, doch Bagaría hatte immer größere Schwierigkeiten mit der Tendenz seiner Zeitung und kündigte zum ersten Mal im August 1913. Er verbrachte ein Jahr damit, einen aufwändigen Katalog zu illustrieren.

## Erster Weltkrieg

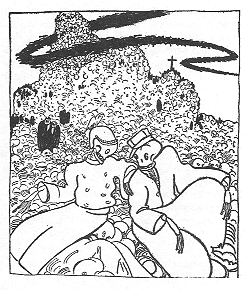
Bagarías Kommentar zum Ersten Weltkrieg: „Was hältst du von den Philosophen, die meinen, der Krieg regeneriere die Menschheit?“ (Ursprünglich veröffentlicht in der Madrider Tageszeitung La Tribuna am 26. Oktober 1914)

Im Oktober 1914, kurz nach Ausbruch des Ersten Weltkriegs, kehrte Bagaría zu La Tribuna zurück. So kommt es, dass er einige seiner sarkastischen Karikaturen mit einer absoluten Kritik am Krieg in dieser Zeitung veröffentlichte, obwohl sie sich auf die deutschfreundliche Seite schlug.

„Die Letzten werden die Ersten sein: [Der britische König] Georg V.: ‚Ich sein der Letzte im Krieg und der Erste bei der Verteilung [der Beute].‘“

1915 begann Bagaría, mit der neu gegründeten Zeitschrift España von José Ortega y Gasset zusammenzuarbeiten, für die er häufig die Titelblätter gestaltete. Bemerkenswerterweise fanden in dieser Zeitschrift die pazifistischen Karikaturen Bagarías und die Essays von Ortega y Gasset – der den Krieg jedenfalls nicht absolut ablehnte, auch wenn er die Neutralität Spaniens in diesem Konflikt guthieß – nebeneinander einen Platz. Bei España genoss Bagaría eine künstlerische Freiheit, wie er sie bis dahin noch nicht gekannt hatte.
Die Diskussion über den Krieg besaß in Spanien immer auch einen innenpolitischen Kontext. Die deutschfreundliche Mehrheit der politisch interessierten Spanier unterstützte in der Regel auch das bestehende System und die Monarchie. Wer alliiertenfreundlich war, wie die spanische Linke und viele Intellektuelle, hoffte auf demokratische Verhältnisse und eine Abschaffung der Monarchie. Bagaría wurde zum Karikaturisten der Intellektuellen. Im Frühjahr oder Sommer 1916 wurde Bagaría von der deutschen Botschaft die astronomische Summe von 5000 Peseten monatlich geboten, wenn er die Seiten wechsele. John Walter, der Organisator der britischen Propaganda in Spanien, zahlte ihm im Gegenzug die vergleichsweise magere Summe von 12 Pfund im Monat, damit er weiter nach seinen Überzeugungen zeichne. Diese britische Zuwendung erhielt Bagaría von Oktober oder November 1916 bis Anfang 1918.

Karikatur auf die militärische Niederschlagung eines Streiks in Barcelona im März 1919. Bagaría spottet darüber, dass Soldaten die Funktionen der streikenden Zivilisten übernahmen. Für diese Karikatur musste Bagaría sogar für kurze Zeit ins Gefängnis gehen.

Karikatur auf Miguel de Unamuno anlässlich einer Rede, die er auf der Jubiläumsfeier der Zeitschrift España 1917 gehalten hatte. Links unten symbolisiert ein mit dem Eisernen Kreuz behängter Steinzeitmensch die deutschfreundlichen Spanier.

Im Dezember 1917 gründete der baskische Unternehmer Nicolás Maria de Urgoiti die Tageszeitung El Sol, die zum Sprachrohr des liberalen Bürgertums wurde. Das intellektuelle Aushängeschild war wiederum Ortega y Gasset, Bagaría war von Anfang an mit seinen Karikaturen vertreten. Zunehmend wurde das Militär zur Zielscheibe seiner Karikaturen. Da waren die Juntas de defensa, die im Sommer 1917 gebildet worden waren, die militärische Unterdrückung eines Streiks 1919 in einem Elektrizitätswerk von Barcelona sowie die militärischen Unternehmungen in Marokko. Allerdings waren Bagaría in El Sol die ideologischen Grenzen enger gezogen, er litt unter einer gewissen internen Zensur und durfte hier zu Marokko nichts veröffentlichen.
Ein neuer Zug in der Zeichenkunst von Bagaría war, dass er Menschen immer häufiger als Mensch-Tier-Hybriden zeichnete, etwa wenn er Unamuno als Eule charakterisierte oder für den einfachen Spanier einen Affen setzte. 1920 trat Bagaría der sozialistischen Partei bei. Seine Darstellung des spanischen Volkes blieb jedoch von einem erstaunlichen Hochmut geprägt. Bagaría griff auf die Klischees zurück, die in der französischen Romantik geprägt worden waren. Der Spanier erscheint bei ihm als Andalusier mit dem typischen Hut aus Córdoba und nichts als Stierkampf im Kopf. In den Augen von Bagaría war der einfache Spanier faul und unfähig, seine eigenen Interessen zu vertreten.

„Familienleben: ‚Kinder, ich glaube, der Moment ist gekommen, einen Verteidigungsrat zu bilden.‘“ Der Kleidung nach handelt es sich bei dem Vater um den spanischen König. Wenige Tage zuvor hatten Soldaten eigentlich illegale juntas de defensa gebildet (Ursprünglich veröffentlicht in der Zeitschrift España am 14. Juli 1917).

Karikatur auf General Martínez Anido, der als Zivilgouverneur von Barcelona zwischen 1920 und 1922 die Unruhen niedergeschlagen hatte. „Sag mir ehrlich: Hat meine Politik nicht Frieden gestiftet?“

Von Anfang an war Bagaría ein Gegner des Imperialismus, im spanischen Kontext also der Intervention in Marokko. So verband er etwa in einer Karikatur von 1913 die Kritik an Kolonialismus und Stierkampf, indem er einen Muslim in eine Stierkampfarena versetzte. Dieser schreit entsetzt: „Allah ist groß! Was für eine Barbarei!“ Damit zog Bagaría die übliche Rechtfertigung des Kolonialismus – ein wildes Volk müsse zivilisiert werden – in Zweifel.
In Spanien war es ausgeschlossen, den König direkt zu karikieren. Bagaría griff zu indirekten Mitteln, etwa wenn er den künftigen Besucher eines Museums zeigte, der eine Krone in einer Vitrine betrachtete. Laut Begleittext hatte dieses Objekt Anfang des 20. Jahrhunderts seine Funktion verloren. Häufig tritt auch der Löwe als Repräsentant Spaniens auf, was sich in der spanischen Ikonografie bis Anfang der 1870er Jahre zurückverfolgen lässt. Bei Bagaría ist der Löwe gelegentlich zum Skelett abgemagert und lässt den Kopf hängen.

## Diktatur und Kampf gegen die Zensur

Karikatur auf die Zensur unter Diktator Primo de Rivera, die von Bagaría als existenzgefährdend erlebt wurde – er wurde nur für veröffentlichte Karikaturen bezahlt. Der Karikaturist hält dem Leser eine Zeichnung entgegen, die vom Zensor durchgestrichen wurde. „Die tägliche Sorge: Darf man?“ (Ursprünglich veröffentlicht in der Madrider Tageszeitung El Sol am 11. August 1924)

Den Staatsstreich von General Primo de Rivera im September 1923 beobachteten Bagaría wie sein Arbeitgeber El Sol zunächst mit vorsichtiger Hoffnung. Die Diktatur galt ihnen – übereinstimmend mit großen Teilen der öffentlichen Meinung – zunächst als Chance, die „alte Politik“ (vieja política), loszuwerden. Die Korruption des alten Systems hatte Bagaría zuletzt mit einer Karikatur angeprangert, in der Politiker, allein schon durch die Tatsache, dass sie baden gingen, den Strand verseuchten. Als Primo de Rivera jedoch nicht, wie versprochen, die Macht wieder abgeben wollte, wurden Bagarías Karikaturen skeptischer. Die zunehmende Distanz kam erstmals in einer Karikatur vom Januar 1924 in El Sol zum Ausdruck, in der der Diktator als ratloses Kleinkind vor der zerbrochenen Uhr des Vaters hockt und nicht weiß, wie er sie wieder zusammensetzen soll.

„Zusammenarbeit – Der Karikaturist: ‚Herr Zensor: Bekanntlich ist ihr Stift besser als meiner. Also bitte ich Sie, mir die Karikatur anzufertigen. Wenn Sie wollen, mache ich Ihnen einen Vorschlag: Könnten Sie einen stämmigen und optimistischen Spanier zeichnen, der sagt: ‚Nie ging es mir besser als heute.‘?‘“

Während der Diktatur waren die verfassungsmäßigen Rechte aufgehoben, und die Zensur wurde zur Vorzensur verschärft. Bagaría musste zu subtilen Mitteln der Kritik greifen, damit seine Karikaturen von den Zensoren freigegeben wurden. So zeichnete er scheinbar harmlose Naturszenen (dibujos para almohadón) und gab seinen Lesern im Begleittext mit, dass er sie sich blau und golden ausgemalt dachte – den Farben des Militärs. Bagaría gelang es sogar, eine Karikatur auf La Caoba, eine Prostituierte, die von Primo de Rivera bis zur Rechtsbeugung protegiert wurde, zu veröffentlichen, die der Zensor anscheinend nicht erfasst hatte. Bagarías Karikaturen wurde von seinem Publikum dagegen sehr wohl verstanden, und um 1925 war er für seinen ausdauernden Kampf gegen die Zensur berühmt.

Die bekannteste Karikatur Bagarías zum Thema Zensur entstand erst 1930 nach seiner Rückkehr aus Argentinien: „Der moderne Christus – der Journalist: ‚Für mich hat sich nichts geändert. Ich werde weiterhin von den roten Strichen des Zensurstifts gekreuzigt.‘“

Als besonders heikel galten nach der „Katastrophe von Annual“ Karikaturen über Marokko. Primo de Rivera hatte ursprünglich versprochen, das spanische Abenteuer in Marokko zu beenden. Allein zwischen September und Dezember 1924, als das spanische Militär in eine delikate Rückzugsoperation verwickelt war, blieben 27 Karikaturen beim Zensor hängen. Im Mai 1925 war es noch möglich, dass Bagaría auf der Ausstellung der Gesellschaft iberischer Künstler (Sociedad de Artistas Ibéricos) seine Arbeiten zeigte. Im selben Jahr signalisierte jedoch das Regime, dass sein Feldzug gegen die Zensur die Existenz von El Sol gefährdete. Die Herausgeber der Zeitung standen weiterhin zu ihrem berühmten Karikaturisten, doch im Mai 1926 kam es zu einem Ultimatum, das sie nicht ignorieren zu können glaubten, und Bagaría verließ im Juni Spanien in Richtung Buenos Aires. In Argentinien war Bagaría ebenfalls als Karikaturist bekannt, und bereits im Juli wurde eine Ausstellung seiner Zeichnungen vom Präsidenten der Republik eröffnet. Bagaría ernährte sich unter anderem davon, dass er Werbung für ein Haarwasser zeichnete.
Im November 1927, als das Regime in der Öffentlichkeit an Unterstützung zu verlieren begann, kehrte Bagaría nach Spanien zurück. Am 1. Dezember nahm er die Arbeit für El Sol wieder auf. Um nicht sofort wieder in Konflikt mit der Zensur zu kommen, beauftragte ihn seine Zeitung zunächst mit Porträts von Persönlichkeiten des Kulturlebens, der Medizin, des Sports und von Redakteuren der Zeitung. Allmählich eroberte sich Bagaría das Terrain der politischen Karikatur zurück. 1929 kritisierte er etwa in mehreren Karikaturen den in Spanien herrschenden Hunger. In einem Beispiel meint ein Bettler, die Fastenzeit sei die einzige Jahreszeit, zu der er sich als Bürger wie alle anderen fühlen könne.
Eine andere Gruppe von Karikaturen belegen Bagarías Unverständnis gegenüber bestimmten Entwicklungen. Seine Darstellung der Prohibition in den Vereinigten Staaten zeigt, dass ein Alkoholverbot für den Spanier außerhalb des Vorstellbaren lag. Und auch die Frauenbewegung kommentierte er mit typisch spanischem machismo: Paarbeziehungen stellt er in der Regel so dar, dass ein kleines Männchen von einer dominierenden Matrone unterdrückt wird.

## Die zweite Republik

„Nur die Ruhe (einigen Lesern gewidmet, die sagen, dass ich kaum gegen die Regierung opponiere) – der Zeichner: Bedenkt, dass sie ein kleines Mädchen ist. Wenn sie wächst und vom guten Weg abkommt, werden wir sie die schlechte Laune spüren lassen, die die Karikaturisten verbreiten.“

1931 zwang die Regierung den Eigentümer von El Sol, Nicolás María de Urgoiti, zum Verkauf seiner Aktien, woraufhin alle bedeutenden Redakteure und Mitarbeiter das Blatt verließen. Viele von ihnen kamen bei einer Neugründung Urgoitis, Crisol, unter, die später den Titel in Luz änderte. Crisol konnte zunächst nur dreimal in der Woche erscheinen, und unter den anfangs schlechten Produktionsbedingungen litt auch die Qualität von Bagarías Zeichnungen. In diese Zeit fiel das vorläufige Ende der Monarchie. Bagaría, der schon immer die Republik als ideale Regierungsform propagiert hatte, stand auf dem Höhepunkt seines Einfluss. Im Urteil von Josep Pla hatte der Karikaturist entscheidend zur Entstehung der republikanischen Bewegung beigetragen.

Karikatur von 1931 auf den Kanoniker und baskischen Abgeordneten Antonio Pildain, der während einer Parlamentsdebatte zum Verhältnis zwischen Staat und Kirche mit Gewalt gedroht hatte.

Mit der Republik wechselte die Rolle Bagarías. Hatte er zuvor seine Aufgabe darin gesehen, den Anschein von Normalität als Heuchelei zu entlarven, so ging es ihm nun darum, die Arbeit der republikanischen Regierung zu verteidigen und Hoffnung auf eine bessere Zukunft zu vermitteln. Die Republik stellte er als kleines Mädchen dar, das zunächst geschont werden müsse. An Schärfe gewannen seine Karikaturen nur, wenn er die Opposition angriff, etwa die anarchistische Gewerkschaft Confederación Nacional del Trabajo, der er vorwarf, das Geschäft der Monarchisten zu betreiben. Ultrarechte Spanier stellte er als alte Männer mit dunklen Sonnenbrillen dar. Ein beliebtes Ziel war außerdem der militante Katholizismus. Auch weigerte er sich, sich als Katalane gegen die Republik ausspielen zu lassen. Seine Heimat sei die Straße, in der er in Barcelona aufgewachsen sei.

Karikatur auf eine Rede des spanischen Ministerpräsidenten Manuel Azaña, die er am 30. September 1932 vor seiner Partei, der Acción Republicana, gehalten hatte: „Nach der Rede von Santander – Der Spanier: Aber Don Manuel, was machen Sie? Azaña: Nichts – ein Volk.“

In dieser Zeit wechselte seine Darstellung des Volks. Der träge Spanier, der den Hut von Córdoba trägt, verliert seinen Schnurrbart, strafft seine Haltung, trägt die Jakobinermütze und schaut ernst den kommenden Aufgaben entgegen. Der Karikaturist stellte seine Kunst in die Dienste von Manuel Azaña, den er als Lehrer des Volkes verherrlichte. Bagaría war staatstragend geworden, seine Karikaturen hatten den gewohnten Biss verloren.

## Eine künstlerische Krise
Bagarías Weltsicht war schon immer pessimistisch getönt gewesen. Dies kam bereits auf einem Vortrag 1922 in Bilbao zum Vorschein: „Es ist absurd zu denken, dass Karikaturisten heitere Wesen seien – ganz im Gegenteil. Die Mehrheit der Humoristen sind traurige Menschen; der wahre Humor […] ist Produkt eines großen Schmerz – des Schmerz, geboren worden zu sein […].“ 1933 machte Bagaría eine künstlerische Krise durch, die beinahe ein Jahr andauerte. Aus dieser Zeit sind kaum Karikaturen von ihm überliefert. Der ständige Alkoholmissbrauch in dem Bohème-Leben, das er auch als etablierter Karikaturist weiter pflegte, forderte seinen Tribut. Gelegentlich steigerten sich seine Depressionen bis zur Todesangst. Mit seinen 51 Jahren wirkte er vorzeitig gealtert; enge Freunde waren gestorben. Auf den Sturz der Regierung Azaña reagierte er kaum.
Auch der Eigentümer von Crisol / Luz, Urgoiti, der Bagaría immer den Rücken gestärkt hatte, machte 1932 eine Depression durch, die bis zu einem Selbstmordversuch führte. Schließlich gab er ein Aktienpaket an den Unternehmer Luis Miquel ab. Die Redaktion von Luz spaltete sich daraufhin und eine Gruppe von 22 linken Redakteuren, darunter auch Bagaría, verließ 1933 die Zeitung. Wenige Tage darauf kehrte Bagaría, dem wohl klar geworden war, dass er seine ökonomische Existenz aufs Spiel gesetzt hatte, zurück. Dadurch entstand eine paradoxe Situation: Luz begann, die Sozialisten anzugreifen, und Bagaría, der dank seines Ruhmes inzwischen absolute Freiheit genoss, unterstützte in derselben Zeitung weiterhin seine Partei.

Karikatur auf Manuel Azaña, der in einer Rede versprochen hatte, das politische Programm der Volksfront zu verwirklichen, ohne von einem einzigen Punkt oder Komma abzuweichen. Azaña reitet auf einem Esel wie Jesus beim Einzug in Jerusalem: „Politischer Palmsonntag – Nicht ein Komma mehr und ziemlich viele 'Punkte' weniger.“ (Ursprünglich veröffentlicht in der Madrider Tageszeitung El Sol am 5. April 1936)

Im Frühjahr 1934 entwickelte Bagaría eine neue künstlerische Ausdrucksform. Er veröffentlichte unter dem Titel Diálogos espirituales y académicos eine Serie von achtzehn Interviews, in denen der Text mit einem Foto von Bagaría als Interviewer sowie großformatigen Karikaturen zusammenmontiert war. Die Interviewpartner waren Politiker vom gegenwärtigen Regierungschef Ricardo Samper und verschiedenen Ministern bis hin zum ehemaligen Diktator Primo de Rivera. Wie der Titel sagt, drehten sich die Gespräche jedoch häufig nicht um politische, sondern philosophische und religiöse Fragen. Bagaría beschränkte sich dabei nicht nur auf die Rolle des Fragenstellers, sondern gab selbst lange Erklärungen zu seinen eigenen Überzeugungen ab. Interviews mit politischen Gegnern wie José María Gil Robles waren von Anfang an von einer heftigen Konfrontation geprägt. Am 7. September 1934 stellte Luz sein Erscheinen ein.
Bagaría kehrte zu seiner alten, inzwischen mehrfach gewendeten Zeitung El Sol zurück, was von dieser als großer journalistischer Coup gefeiert wurde. 1935 wurde die Vorzensur wieder eingeführt. Während des Aufstands von Asturien und der Rebellion der Generalitat in Katalonien 1936 verhängte die Regierung Lerroux den Ausnahmezustand und suspendierte zehn Tage lang die gesamte Presse. Auch danach verhinderte die Vorzensur, dass zu diesen Ereignissen irgendeine Karikatur Bagarías gedruckt werden konnte. Aber auch die Karikaturen, die noch erschienen, zeigen, dass Bagarías Arbeit rapide an Qualität verlor. Die behandelten Inhalte wurden zunehmend abstrakt, ohne dass es ihm gelang, eine geeignete Form dafür zu finden. Zu einem Zeitpunkt, der 1935 oder 1936 liegen muss, unterzog sich Bagaría einer Alkoholentziehungskur.

## Propaganda im Bürgerkrieg
In der Zeit des Bürgerkriegs wurde Bagarías Arbeit von drei Themen beherrscht: dem Protest gegen die Politik der „Nicht-Intervention“, die Frankreich und Großbritannien verfolgten; die Mobilisierung zum Krieg; sowie Appelle an die Einheit aller republikanischen Kräfte im Kampf gegen den Faschismus. Zunehmend tauchte das Motiv von Kain und Abel – etwa anlässlich des Attentats auf den sozialistischen Politiker Indalecio Prieto – auf; Bagaría glaubte, die Spanier seien von ihrem Wesen her zum Brudermord verflucht. Anders als 1931 feierte er 1936 nicht den Wahlsieg der Volksfront. Seine Enttäuschung zeigt sich auch in der Darstellung des ehemals verehrten Manuel Azaña, dem er nun vorwarf, von Eitelkeit getrieben zu sein. Im Juli 1936 fielen wieder Karikaturen von Bagaría der Zensur zum Opfer.

„Schwarze Geografie – Mutter, ist es wahr, dass die Welt voller Abessinier ist?“

Die Karikaturen erschienen meist in der katalanischen Zeitung La Vanguardia. Nach der Einschätzung seines Biografen Emilio Marcos Villalón gehören die Propaganda-Zeichnungen von 1937 und 1938 zu Bagarías schwächeren Arbeiten. Darunter finden sich Aufrufe zum Kampf, die Verherrlichung von José Miaja – dem Verteidiger von Madrid – oder ein Dank an Mexiko, dem einzigen Land, das die spanische Republik von Anfang an offen unterstützt hatte.

Zwei Raben beäugen Adolf Hitler: „Unser Albtraum: Und was folgt auf die Nicht-Intervention?“ Als „Nicht-Intervention“ wurde die Politik bezeichnet, auf die sich die Staatengemeinschaft gegenüber Spanien im Bürgerkrieg verständigt hatte. Auch Deutschland, Portugal und Italien hatten sich dazu verpflichtet, intervenierten aber tatsächlich mit Truppen und Waffenlieferungen im spanischen Bürgerkrieg.

In der Darstellung der beiden wichtigsten Verbündeten Francos – Hitler und Mussolini – lief Bagaría dagegen noch einmal zu alter Form auf. Mussolini war bereits 1923 zum ersten Mal von ihm karikiert worden, und seitdem hatte er häufig versucht, den Faschistenführer lächerlich zu machen. 1935 annektierte Italien Abessinien. Verzweifelt prangerte Bagaría das Versagen des Völkerbunds in dieser Frage an. In diesem Zusammenhang gelang ihm eine Karikatur, die zu den zwei oder drei am meisten von ihm reproduzierten Zeichnungen gehört. Während im Hintergrund italienische Flugzeuge abessinische Dörfer bombardieren, flüchten die Bewohner. Ein Kind fragt seine Mutter: „Ist es wahr, dass die Welt voller Abessinier ist?“
Hitler karikierte er 1930 zum ersten Mal. Als herausstehendes Merkmal zeichnete Bagaría seinen zusammengekniffenen Mund mit einem einzigen, nach unten gebogenen Strich und setzte ihm als Zeichen des deutschen Militarismus einen Pickel auf den Kopf. Auch Hitler tauchte in den folgenden Jahren häufig als Objekt seiner Karikaturen auf. Anlässlich der Machtergreifung zeigte Bagaría, wie seiner Meinung nach das deutsche Großkapital den Reichskanzler an einer kurzen Leine führte. Prophetische Qualitäten hatte eine Karikatur von 1937, in der ein einsamer Hitler auf dem Dach eines Schädels spazieren geht.
Franco geriet dagegen erst erstaunlich spät, 1937, in Bagarías Visier. Der Karikaturist verunglimpfte den künftigen spanischen Diktator mit großen Augen, langen Augenbrauen und einer schüchternen Haltung als vollkommen verweiblicht, bezeichnete ihn als Verräter des Vaterlands an deutsche und italienische Interessen sowie als Agent der katholischen Kirche.

## Exil in Frankreich und Kuba
Im Frühjahr 1938 ging Bagaría ins Exil nach Frankreich; in Spanien erschien seine letzte Karikatur am 24. April in La Vanguardia. Er wurde von seiner Frau Eulalia begleitet, seine alte Mutter musste er zurücklassen. Einer seiner beiden Söhne, Jaime, war an der Front von Aragón gefallen, der andere, Luis, fiel bald darauf in Katalonien im Kampf für die Republik.
In Paris arbeitete Bagaría trotz seiner Erschöpfung und eines Herzleidens an Voz de Madrid mit. Für diese republikanische Wochenzeitung produzierte er so genannte aleluyas, die einem Comicstrip nahekommen. In ihnen wurde jeweils in einer Serie von vier Bildern Franco diffamiert. Im August verwirklichte Bagaría eine Ausstellung in der Galerie „Jeanne Castel“, die auch in Lyon gezeigt wurde, sowie eine weitere Ausstellung ein Jahr später. Ende Mai 1940 verließ er mit seiner Frau Europa und fuhr nach Kuba. Dort starb er kaum einen Monat nach seiner Ankunft.

## Nachleben
Während des Franquismus wurde Luis Bagaría weitgehend verschwiegen. Die Karikaturen seiner letzten Ausstellung waren von dem mexikanischen Diplomaten Gilberto Bosques aufgekauft worden und befinden sich heute in der Nationalbibliothek von Madrid. 1983 wurde Bagarías Wiederentdeckung mit einer großen Ausstellung in der Nationalbibliothek eingeleitet. 1988 erschien die erste Monografie von Antonio Elorza.